# Clarés de Ribota
Clarés de Ribota település Spanyolországban,  Zaragoza tartományban. Clarés de Ribota Aranda de Moncayo, Villarroya de la Sierra, Torrijo de la Cañada, Bijuesca és Malanquilla községekkel határos. Lakosainak száma 70 fő (2024).

## Népesség
A település népessége az utóbbi években az alábbiak szerint változott:
| Lakosok száma | 111  | 101  | 100  | 93   | 89   | 77   | 72   | 66   | 71   | 70   |
|               | 2001 | 2004 | 2007 | 2009 | 2012 | 2014 | 2017 | 2019 | 2022 | 2024 |